# Transdanubisch Middelgebergte
Het Transdanubisch Middelgebergte (Hongaars: Dunántúli-középhegység) is een berggebied in Hongarije dat circa 7000 km² beslaat. De hoogste top is de Pilis, die 757 meter hoog is. Het gebied loopt van Keszthely in het zuidwesten ten noorden van het Balatonmeer in noordoostelijke richting, tot aan Visegrád aan de Donau.

## Onderverdeling
- Bakony
  - Keszthely-heuvels
  - Vlakte van Tapolca
  - Balaton-hoogland
  - Zuidelijke Bakony
  - Noordelijke Bakony
  - Bakonyalja, Sokoró, Vértesalja (Bársonyos)
- Vértes
- Velence-gebergte
- Dunazug-gebergte
  - Gerecse
  - Buda-gebergte
  - Pilisgebergte
  - Visegrád-heuvels